# Академическая гребля на летних Олимпийских играх 1904 — восьмёрки
Соревнования среди восьмёрок в академической гребле среди мужчин на летних Олимпийских играх 1904 прошли 30 июля. Приняли участие 18 спортсменов из двух стран.

## Призёры
| Золото | Серебро | Бронза |
| США Чарльз Армстронг · Майкл Глисон · Джозеф Демпси · Фредерик Крессер · Гарри Лотт · Джеймс Флэнаган · Фрэнк Шелл · Джон Эксли · Луис Абель | Канада Артур Бейли · Филипп Бойд · Дональд Мак-Кензи · Уильям Райс · Джозеф Райт · Джордж Райффенштайн · Джордж Стрейндж · Уильям Уодсворт · Томас Лаудон | —      |

## Соревнование
Курсивом показан рулевой
| Место | Спортсмены | Результат  |
| ----- | --- | ---------- |
| 1     | США Чарльз Армстронг, Майкл Глисон, Джозеф Демпси, Фредерик Крессер, Гарри Лотт, Джеймс Флэнаган, Фрэнк Шелл, Джон Эксли, Луис Абель              | 7:50,0     |
| 2     | Канада Артур Бейли, Филипп Бойд, Дональд Мак-Кензи, Уильям Райс, Джозеф Райт, Джордж Райффенштайн, Джордж Стрейндж, Уильям Уодсворт, Томас Лаудон | неизвестно |